# 夏威夷領地
夏威夷領地（英語：Territory of Hawaii），又譯夏威夷領土、夏威夷準州，是美國兼併夏威夷共和國之後，於1900年在夏威夷設立的一個合併建制領土。
1959年3月，美國國會通過法案將夏威夷納為一州。1959年6月27日，夏威夷舉行公投同意加入美國。1959年8月21日，夏威夷領地，正式成為合眾國第50個州——夏威夷州。